# Isotoner
Pour les articles homonymes, voir Isotoner.
Fondée en 1910, Isotoner est une entreprise du secteur de l’industrie textile, filiale française du groupe américain Totes Isotoner Corporation (en). 
Initialement connue, dans les années 1970, pour ses gants vendus en maroquinerie, l'entreprise siégeant à Saint-Martin-Valmeroux dans le Cantal, se diversifie, depuis la fin des années 1990, principalement dans la vente de chaussons via la grande distribution et les marchands de chaussures.

## Historique

### Aris de Paris

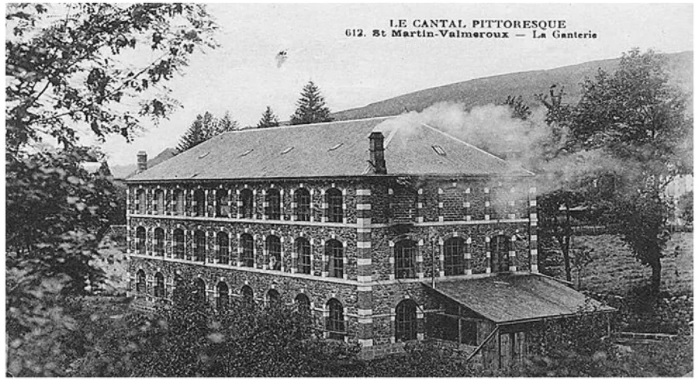
L'usine de trois étages à Saint-Martin- Valmeroux (Cantal).

Après avoir travaillé dans le négoce de gants, Jean-Marie Chanut fonde à New York en 1880 sa propre marque, « la Maison Jean-Marie Chanut », qu’il commercialise en France et aux États-Unis. Pour l’alimenter, il crée une fabrique à Paris, puis il fait construire en 1894 à Saint-Martin-Valmeroux dans le Cantal, une usine qui concentre les activités de tannerie et la production. La Maison Chanut se spécialise dans la ganterie de luxe et est distribuée dans les grands magasins américains et français.
À la disparition de Jean-Marie Chanut, son fils Paul reprend l’affaire. Lors d’un voyage d'affaires, il rencontre les frères Stanton : les hommes s’associent et fondent la société Aris (nom formé avec les initiales Arthur, Robert et Irwin Stanton) en 1910. Des modèles de gants Aris sont aujourd’hui conservés dans les collections du Metropolitan Museum of Art de New York. 
En 1969, l’entreprise est achetée par l'Américain Consolidated Foods Corporation (Sara Lee Corporation),.

### Années 1970: lancement des gants Isotoner
En 1969, Aris dépose le brevet d'un gant extensible fait d’une combinaison de lanières en cuir et de tissu lycra. Développé en collaboration avec la société DuPont, il est baptisé « Isotoner » (contraction des mots anglais « isometric » et « toning »).  
En 1974, la ganterie saint-martinoise devient un centre de distribution.
La production de l'usine de Saint-Martin est alors délocalisée aux Philippines, et huit cents emplois productifs sont perdus pour le Cantal. L'entreprise change de nom pour devenir Aris>>Isotoner.
Des millions de paires de gants Isotoner sont vendus au cours des décennies qui suivent. En 1995, des gants Isotoner constituent une preuve majeure du procès OJ Simpson : Richard Rubin, l’ancien directeur de la marque aux États-Unis est appelé à témoigner à la barre pour expertiser la paire de gants,.  
En 1994, 85 % du chiffre d'affaires de l'entreprise est réalisé avec la vente de gants principalement dans des circuits spécialisés (maroquiniers et grands magasins).

### Années 1980: diversification dans les chaussons
En 1994, Isotoner lance ses premiers chaussons sur le principe des gants extensibles et toujours en collaboration avec la société DuPont : Nadine Revene, ancienne danseuse au New York City Ballet, développe un chausson à semelle de cuir comme un chausson de danse et en matière stretch. Isotoner est aujourd’hui la seule marque de chaussons réellement reconnue avec 80 % de notoriété.
En 1997, Isotoner et la société Totes, leader mondial du parapluie et dépositaire depuis 1970 du premier brevet américain pour un parapluie pliant rétractable , se rapprochent et forment la société Totes Isotoner. 
À partir de la fin des années 1990, Isotoner vend ses chaussons dans la grande distribution et dans les magasins de chaussures. En 1997, 60 % du chiffre d'affaires d'Isotoner France est réalisé dans la vente de chaussons ; c'est-à-dire 8 % de part de marché en valeur.
En 2002, Isotoner élargit sa gamme « accessoires » avec des lunettes de soleil ainsi qu'en 2009 des loupes de lecture.
En 2012, Isotoner se développe avec une gamme de chaussures confort : ballerine de ville, tongs, sandales, baskets et même des bottes de pluie en 2019 et vise le marché espagnol . Une production de ballerines fabriquées à Saint-Martin-Valmeroux est relancée fin 2019.

## Activité

### Chiffres clés
Isotoner est valorisé lors de son dernier rachat en 2014 à hauteur de 500 à 600 millions de dollars. 
En 2016, le groupe compte 800 employés et des bureaux à Toronto, Londres, Paris et Manille, en plus de son siège américain à Cincinnati, Ohio.
Les produits sont aujourd'hui fabriqués en Chine.
La distribution pour la France et l'Europe est toujours assurée depuis la plate-forme logistique du site historique de Saint-Martin-Valmeroux, en Auvergne, qui emploie 170 salariés en 2025,,,.
Le chiffre d'affaires 2020 de la filiale française est estimé début 2019 à 64 millions d'euros, soit « dix fois plus qu'en 1995 » selon le journal Les Échos.